# Jaime Sabartés
Pour les articles homonymes, voir Gual.
Jaime Sabartés, également connu sous son nom catalan de Jaume Sabartés, né le 10 juin 1881 à Barcelone et mort le 13 février 1968 à Paris, est un poète espagnol qui fut longtemps le secrétaire particulier et l'ami de Pablo Picasso, dont il publie une biographie : Picasso : Toreros en 1961.
Il est l'inspirateur de la création du Musée Picasso de Barcelone en 1963.

## Biographie

### Enfance et jeunesse

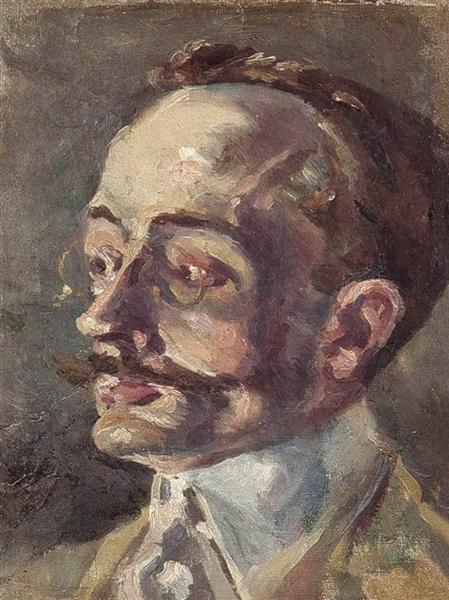
Portrait de Jaume Sabartés par Carlos Valenti (1911).

Jaime (Jaume) est le fils de Francesc Sabartés i Obach, un enseignant originaire d'Oliana, et de Maria Gual i Oromí, née à Barcelone.
Il rencontre Pablo Picasso au cabaret Els Quatre Gats, dans le quartier gothique de la Vieille ville de Barcelone, peu avant 1900 .
En 1898, Picasso peint le premier portrait de Sabartés, qui se trouve aujourd'hui au Musée Pouchkine de Moscou. En 1901, il étudie les beaux-arts et la sculpture auprès de Manuel Fuxa à l'École de la Llotja et, sous le nom de Jacobus Sabartés, écrit de la prose et de la poésie et collabore avec le magazine Joventut.

### Années au Guatemala
Sabartés déménage au Guatemala en 1904 pour rester avec son oncle maternel Francesc Gual Oromí (1872-1931). Il travaille pour la délégation de l'Alliance française de la ville de Guatemala.
Le 11 janvier 1908 il épouse Rosa Corzo Robles, la fille du propriétaire de la maison où il résidait. Il déménage à New York en 1912 mais retourne au Guatemala en 1913. Son fils Jesus Sabartés Mario Robles naît en 1914.
Durant son séjour au Guatemala, Sabartés organise plusieurs grandes expositions d'art moderne présentant le travail de Picasso et d'autres artistes, enseigne à l'Académie des Beaux-Arts et édite le journal Central America. Lors de la célébration du centenaire de l'indépendance guatémaltèque, Jaume Sabartés faisait partie du jury pour un prix qui fut remporté par le peintre Humberto Garavito.

### Retour en Espagne
Sabartés retourne à Barcelone en 1927 pour obtenir un traitement médical pour son fils. Il se sépare de sa femme en 1928 en lui laissant ses biens et part avec sa jeune amante Mercedes Iglesias. Ils vont à Paris rendre visite à Picasso et demander une aide financière pour embarquer pour Montevideo en Uruguay, où Sabartés est journaliste pour le journal El Dia.

### Association avec Picasso
À la demande de Picasso, il déménage à Paris en 1935 et devient son secrétaire particulier. Il le restera durant plus de 50 ans, devenant l'un de ses modèles, mais surtout son confident et ami.
Une grande partie du fonds du Musée Picasso de Barcelone provient de la donation de Sabartés (574 œuvres en 1963) et de Picasso (1000 œuvres en 1970), à la suite de la suggestion de Jaume Sabartés.

### Postérité
En 2007, la ville de Barcelone a donné le nom de place Jaume Sabartés au nouvel espace construit derrière le Musée Picasso.